# 周玉梅 (1962年)
周玉梅（1962年—），汉族，中华人民共和国政治人物、第十一届全国政协委员。
担任中国科学院微电子研究所副所长。2008年，当选第十一届全国政协委员，代表科学技术界，分入第三十组。2018年1月，当选第十三届全国政协委员。